# WNBA Sixth Woman of the Year Award
Il "Women's National Basketball Association Sixth Player of the Year Award" ("Sixth Woman of the Year" prima del 2021) è il premio assegnato alla miglior sesta donna dell'anno. Il premio è stato assegnato per la prima volta nella stagione 2007.
- 2007 - Plenette Pierson, Detroit Shock
- 2008 - Candice Wiggins, Minnesota Lynx
- 2009 - DeWanna Bonner, Phoenix Mercury
- 2010 - DeWanna Bonner, Phoenix Mercury
- 2011 - DeWanna Bonner, Phoenix Mercury
- 2012 - Renee Montgomery, Connecticut Sun
- 2013 - Riquna Williams, Tulsa Shock
- 2014 -  Allie Quigley, Chicago Sky
- 2015 -  Allie Quigley, Chicago Sky
- 2016 - Jantel Lavender, Los Angeles Sparks
- 2017 - Sugar Rodgers, New York Liberty
- 2018 -  Jonquel Jones, Connecticut Sun
- 2019 - Dearica Hamby, Las Vegas Aces
- 2020 - Dearica Hamby, Las Vegas Aces
- 2021 - Kelsey Plum, Las Vegas Aces
- 2022 - Brionna Jones, Connecticut Sun
- 2023 -  Alysha Clark, Las Vegas Aces
- 2024 -  Tiffany Hayes, Las Vegas Aces